# Paul Valentine
Paul Valentine, auch Valia Valentinoff und Val Valentinoff (* 23. März 1919 in New York City als William Daixel; † 27. Januar 2006 in Los Angeles, Kalifornien) war ein US-amerikanischer Schauspieler.

## Leben
Sein Filmdebüt hatte Paul Valentine als der Gangster Joe im Film-noir-Klassiker Goldenes Gift (1947) von Regisseur Jacques Tourneur mit Robert Mitchum, Kirk Douglas und Jane Greer in den Hauptrollen. Anschließend trat er sporadisch immer wieder in kleineren bis mittleren Nebenrollen in Filmen wie Blutsfeindschaft von Joseph L. Mankiewicz (1949) oder George Stevens’ Drama Wofür das Leben sich lohnt (1952) mit Joan Fontaine und Ray Milland auf. Er war ebenfalls in mehreren Fernsehserien zu sehen, ehe er sich Anfang der 1960er-Jahre von der Leinwand zurückzog. Erst 1980 trat Valentine für eine Episodenrolle als Pfarrer in der Fernsehserie Vegas wieder vor die Kamera. Bis 1984 folgten mehrere weitere Auftritte. Zu den bekanntesten Filmen, bei welchen Valentine während dieser Zeit mitwirkte, gehörten Tanz in den Wolken (1981) mit Steve Martin; außerdem das Goldenes-Gift-Remake Gegen jede Chance (1984).
Valentine arbeitete ebenfalls als Theaterschauspieler, unter anderem ab den 1930er- bis 1950er-Jahren am Broadway. Seine erste Ehe von 1946 und 1949 mit der Schauspielerin und Stripperin Lili St. Cyr  wurde geschieden. 1952 heiratete er Flevur Ali Khan. Er verstarb 2006 im Alter von 86 Jahren in Los Angeles.

## Filmografie
- 1947: Goldenes Gift (Out of the Past)
- 1949: Blutsfeindschaft (House of Strangers)
- 1949: Special Agent
- 1949: Die Marx Brothers im Theater (Love Happy)
- 1951: Lights Out (Fernsehserie, eine Folge)
- 1952: Wofür das Leben sich lohnt (Something to Live For)
- 1952: Armstrong Circle Theatre (Fernsehserie, eine Folge)
- 1952: Love Island
- 1958: Gnadenlose Stadt (Fernsehserie, eine Folge)
- 1962: Golden Showcase (Fernsehserie, eine Folge)
- 1980: Vegas (Fernsehserie, eine Folge)
- 1980: The Ropers (Fernsehserie, eine Folge)
- 1981: The Man Who Saw Tomorrow
- 1981: Fesseln der Macht (True Confessions)
- 1981: Jede Nacht zählt (All Night Long)
- 1981: Tanz in den Wolken (Pennies from Heaven)
- 1981: The Man Who Saw Tomorrow
- 1982: Geliebter Giorgio (Yes, Giorgio)
- 1983: Quincy (Fernsehserie, eine Folge)
- 1984: Gegen jede Chance (Against All Odds)
- 1984: Lovelines